# Nuvole in viaggio
Nuvole in viaggio (Kauas pilvet karkaavat) è un film del 1996 diretto da Aki Kaurismäki. Presentato in concorso al 49º Festival di Cannes, costituisce la prima parte della trilogia dedicata alla Finlandia, assieme a L’uomo senza passato (2002) e Le luci della sera (2006).

## Trama
Ilona lavora da capocameriera al Dubrovnik, un ristorante che aveva visto il proprio massimo splendore dopo la guerra ma ora non più rinomato. In questo ruolo dà prova di capacità professionale, oltre a essere una figura carismatica per i colleghi, alcuni dei quali sono decisamente più anziani di lei. La sera, alla fine del turno, prende l'ultima corsa del tram, guidato dal marito Lauri e assieme tornano a casa. Qualche giorno dopo Lauri e gli altri dipendenti dell'azienda tranviaria sono convocati dall'anziano principale: la gente usa sempre più altri mezzi, le linee del tram devono essere ridimensionate, alcuni di loro dovranno essere licenziati. Come criterio il principale decide di far pescare i dipendenti da un mazzo di carte e licenziare chi estrarrà le carte più basse. Lauri pesca un tre. Ilona, forte del suo impiego al Dubrovnik, esorta il marito a non scoraggiarsi e cercare un nuovo lavoro, o almeno fare domanda per un sussidio di disoccupazione. Lauri non è ancora vecchio e per orgoglio personale, non chiede il sussidio sebbene poi la sera torni a casa senza un lavoro e ubriaco. Tocca a Ilona aspettarlo e trascinarlo a letto.
Una mattina, trova davanti al Dubrovnik degli uomini discutere della posizione e del potenziale economico del ristorante. Poco dopo entrano chiedendo della proprietaria. La proprietaria, che stima Ilona, le spiega che quei signori sono i rappresentanti di una catena di fast food decisa a rilevare lo stabile del Dubrovnik, su cui grava un mutuo non ancora pagato. Dalle parole della padrona traspare il rammarico per non essere stata capace di impugnare la situazione e rammodernare il locale quando sarebbe ancora stata in tempo. Quando arriva l'ultima serata, il ristorante vede i suoi affezionati clienti, ormai anziani, che risalgono ai tempi d'oro del ristorante. Il locale chiude definitivamente e tutto il personale si ritrova sulla strada. Ora sia Ilona che Lauri sono disoccupati. Ilona cerca un posto in vari ristoranti ma si vede opporre una serie di rifiuti: chi le rinfaccia l'impiego al Dubrovnik, scarsamente prestigioso, chi i suoi trentotto anni, un'età troppo avanzata per servire in un locale.
Lauri intanto trova un posto come autista di pullman turistici per San Pietroburgo, presso cui potrà prendere servizio già dal giorno dopo una formale visita medica. La sera stessa festeggiano e Ilona prepara a Lauri l'abito di servizio. Lauri è di ritorno solo dopo qualche ora: la visita lo ha trovato sordo da un orecchio: non ha ottenuto il posto e la patente gli è stata immediatamente ritirata. Nella trafila tra le agenzie di collocamento, Ilona incappa nella Nelja. Dopo essere rimasta tutta la notte ad attendere l'apertura del mattino, cade addormentata e quando si sveglia, la gente entra già ed esce dall'agenzia. Il responsabile le comunica che i posti di capocameriere sono stati dati proprio quella mattina e ne è rimasto solo uno da lavapiatti. Ilona, che da sguattera era diventata capocameriera, con alle spalle molte ricerche infruttuose, finisce per chiedere il posto: scopre però che il servizio della Nelja è a pagamento e per avere il nome del locale deve ritirare tutto quello che le rimane sul conto corrente.
Il padrone è completamente disinteressato al locale, il locale stesso assomiglia a una bettola e la maggior parte degli avventori vi consuma solo qualche alcolico. Nonostante ciò, Ilona si impegna di persona per migliorare il locale, che è visto dal proprietario come una fonte di reddito da spremere finché possibile. In seguito a un controllo dell'ispettorato del lavoro, che trova il locale non in regola, Ilona è di nuovo disoccupata. Lauri cerca il proprietario del locale per esigere gli stipendi non percepiti della moglie: lo trova a giocare con dei compagni. Non appena reclama i soldi della moglie, viene subissato di botte e per poco non viene gettato in mare. Abbandonato lungo la strada e ridotto in pessime condizioni, non ha il coraggio di presentarsi dalla moglie e rimane lontano da casa per alcune settimane, nell'attesa che le ferite si rimarginino, senza dare notizie. Manca poco che Ilona decida di lasciarlo per sempre. Ilona incontra periodicamente l'ex-portiere del Dubrovnik che in un'occasione le suggerisce di aprire lei stessa un locale in cui tutti avrebbero potuto trovare il posto perduto. Presenta il progetto alla banca chiedendo un prestito con i soldi ricavati dalla vendita della macchina del marito ma la banca non vede sufficienti garanzie. La coppia allora decide di giocare i soldi della macchina a un casinò.
La mattina presto Lauri esce dal casinò dopo aver perso tutto. Ilona allora pur di lavorare chiede un impiego presso una parrucchiera e concorda di iniziare con il giorno dopo, se lì non avesse incontrato la signora Sjöholm, l'ex-proprietaria del Dubrovnik. La signora Sjöholm le racconta del periodo di depressione attraversato dopo aver perso il Dubrovnik, ma anche della sua rinata voglia di vivere. Decide di appoggiare il progetto di Ilona con il proprio capitale. Ilona e Lauri radunano tutti gli ex-dipendenti del Dubrovnik e allestiscono il nuovo locale. Il primo giorno di apertura, nessuno sembra passare, qualcuno si ferma ma non entra e intanto l'ora di pranzo sta per passare. La fortuna sembra essersi beffata ancora di Ilona. Quando ormai l'ora di pranzo sembra trascorsa, entrano due commensali. Nell'ultima scena, in un locale pieno, dopo aver ricevuto una prenotazione per trenta persone dall'associazione di lotta per i lavoratori di Helsinki, Ilona e Lauri escono e guardano il cielo.

## Riconoscimenti
- Festival di Cannes 1996
  - Menzione speciale della giuria ecumenica